# Accountability in Research
Accountability in Research  (Rendición de cuentas en la investigación) es una revista académica revisada por pares , publicada por Taylor & Francis, que examina los sistemas para garantizar la integridad en la realización de investigaciones biomédicas. El editor en jefe es Adil E. Shamoo (Facultad de Medicina de la Universidad de Maryland ).
En 2020 su  factor de impacto  fue de 2.622. 

## Métricas de revista
2022
- Web of Science Group : 2.622
- Índice h de Google Scholar: 38 (2025)
- Scopus: 2.648